# Les Blank
Les Blank, all'anagrafe Leslie Harrod Blank Jr. (Tampa, 27 novembre 1935 – Berkeley Hills, 7 aprile 2013), è stato un regista statunitense.

## Biografia
Les Blank nasce a Tampa, in Florida, il 27 novembre  1935 e all'età di 16 anni frequenta dapprima la Phillips Academy, e la Tulane University di New Orleans poi, dove ottiene una laurea in inglese.
Successivamente consegue anche un master in regia presso l'Università della California Meridionale, inizia quindi a realizzare prodotti audiovisivi per poi specializzarsi in documentari, principale attività durante l'intera carriera. Nel 1965, il suo primo documentario musicale è dedicato al trombettista, cantautore e bandleader del jazz americano Dizzy Gillespie. La maggior parte di essi sono incentrati su argomenti del mondo della musica  tradizionale americana, spaziando dai generi più disparati. Qualche anno dopo fonda la Flower Film, una società di produzione indipendente, e continua a dirigere documentari musicali di importanti personalità come ad esempio il cantante e chitarrista di blues texano Lightnin 'Hopkins, o ancora il chitarrista blues Mance Lipscomb o il musicista zydeco Clifton Chenier.
Nel 1976 fonda la compagnia Brazos Films con Chris Strachwitz, fondatore dell'etichetta indipendente Arhoolie Records e nei primi anni ottanta dirige Burden of Dreams, documentario d'avventura che racconta la stravagante lavorazione del film di Werner Herzog Fitzcarraldo.

## Documentari parziale
- Running Around Like a Chicken With Its Head Cut Off, (1960)
- Six Short Films of Les Blank, (1960-1985)
- Strike!, (1961)
- And Freedom Came?!, (1962)
- Christopher Tree, (1967)
- The Blues Accordin' to Lightnin' Hopkins, (1968)
- God Respects Us When We Work, But Loves Us When We Dance, (1968)
- The Arch, (1969)
- The Sun's Gonna Shine, (1969)
- Chicken Real, (1970)
- Spend It All, (1971)
- A Well Spent Life, (1971)
- Dry Wood, (1973)
- Hot Pepper, (1973)
- A Poem Is a Naked Person, (1974)
- Chulas Fronteras, (1976)
- More Fess, (1978)
- Always for Pleasure, (1978)
- Del Mero Corazon, (1979)
- Poto and Cabengo, (1980)
- Werner Herzog Eats His Shoe, (1980)
- Garlic Is as Good as Ten Mothers, (1980)
- Burden of Dreams, (1982)
- Sprout Wings and Fly, (1983)
- In Heaven There Is No Beer?In Heaven There Is No Beer?, (1984)
- Battle of the Guitars, (1985)
- Cigarette Blues, (1985)
- Huey Lewis and the News: Be-Fore!, (1986)